# Atemlos vor Liebe
Atemlos vor Liebe ist ein deutscher Spielfilm aus dem Jahre 1970.

## Handlung
Der dank seiner Eltern wohlhabende, aber mit sehr schlechten Manieren ausgestattete Sportwagenfahrer Paul dringt mit zwei Kumpels in eine Wohnung ein, um dort ein Club-Mitglied mit einer Peitsche brutal zu bestrafen. Dieser Mann war eine feste Beziehung mit einer Frau eingegangen und hatte sie sogar geheiratet, ohne mit Paul und den anderen diese Frau zu teilen. Damit hatte er gegen die „heiligen“ Club-Regeln verstoßen. Gemeinsam mit dem frühreifen, blonden Schulmädchen Jutta, ein verkommenes und ordinäres Luder, das sich mit Prostitution und Aktfotografie etwas dazuverdient, überfällt er des Nachts Liebespaare in deren Autos. Das aggressiv und schnoddrig auftretende „bad girl“ Jutta zieht sich aus und fertigt Nacktfotos an, um finanzielle potente und verheiratete Männer später damit zu erpressen. 
Juttas Klassenkameradin Birgit, das „good girl“ der Geschichte, ist dagegen der absolute Gegenentwurf: Wohlerzogen, sanftmütig und noch Jungfrau, wie sie einer anderen Abiturientin verrät, für die der Sex mit ihrem Freund alltäglich geworden ist. Als Paul die Mädchen nach der Schule in den Club-Keller einlädt, gerät auch Birgit in Pauls Fänge. Per Losentscheid wird nun auch Birgit zu sexuellen Dienstleistungen angehalten und muss Aktfotos von sich machen lassen, um damit angeblich einen Unfallschaden abzuzahlen. Damit droht auch sie, zur Kriminellen zu werden. Eines Tages trifft Birgit den attraktiven Hans wieder, den sie seit Kindertagen kennt. Der interessiert sich ernsthaft für die brave, sittsame Brünette, woraufhin Birgit bald Ärger mit der skrupellosen Clique bekommt. Hans aber nimmt den Kampf mit Paul und seiner Bande auf, um Birgit aus deren Klauen zu befreien und anschließend mit ihr den Hafen der Ehe anzusteuern …

## Produktionsnotizen
Atemlos vor Liebe entstand im Frühjahr 1970 und wurde am 17. Juli 1970 uraufgeführt.
Die Kostüme entwarf Ina Stein, die Bauten René Mücke.

## Kritik
Das Lexikon des Internationalen Films konstatierte „Brutalität plus Sex plus Sentimentalität und Moral“ und befand lapidar: „ein maßlos unzulängliches Gemenge.“